# Europeos en la China medieval

Tumba de Katarina Vilioni, miembro de una familia comercial italiana, en Yangzhou. Año 1342

Como demuestran los documentos y restos arqueológicos, se cree que miles de europeos vivían en China durante el período del dominio mongol. Estas eran personas de países que tradicionalmente pertenecían a las tierras de la cristiandad durante la Alta Edad Media hasta finales de la Edad Media que visitaban, comerciaban, realizaban trabajo misionero cristiano o vivían en China. Esto ocurrió principalmente durante la segunda mitad del siglo XIII y la primera mitad del siglo XIV, coincidiendo con la dominación del Imperio mongol, que gobernó una gran parte de Eurasia y conectó a Europa con su dominio chino de la dinastía Yuan entre los años 1271 y 1368. Mientras que el Imperio bizantino, centrado en Grecia y Anatolia mantuvo raras incidencias de correspondencia con las dinastías chinas de los Tang, Song y Ming, el papado romano envió varios misioneros y embajadas al primer Imperio mongol, así como a Khanbaliq —Pekín moderna—, la capital de la dinastía Yuan liderada por los mongoles.
Ubicados principalmente en lugares como la capital mongola de Karakorum, los misioneros y mercaderes europeos viajaron por el reino de los mongoles durante un período de tiempo al que los historiadores se refieren como la Pax Mongolica. El visitante europeo más famoso de China durante ese período fue Marco Polo, precedido por su padre y su tío Niccolò y Maffeo Polo. Tal vez la consecuencia política más importante de este movimiento de pueblos y el comercio intensificado fue la alianza franco-mongola, aunque esta última nunca se materializó por completo, al menos no de manera coherente. El establecimiento de la dinastía Ming en 1368 y el restablecimiento de los nativos de la etnia han condujo al cese de la venida de los mercaderes europeos y de los misioneros católicos que vivían en China. El contacto directo con los europeos no se renovó hasta que los exploradores portugueses y los misioneros jesuitas llegaron a las costas del sur de la China de Ming a principios del siglo XVI, durante la era de la exploración.
El comerciante italiano Marco Polo, así como su padre Niccolò y su tío Maffeo Polo, viajaron a China durante el período del imperio mongol. Marco Polo escribió un relato de sus viajes allí, al igual que el fraile franciscano Odorico de Pordenone, el mercader y político florentino Francesco Balducci Pegolotti y el autor Juan de Mandeville. En Khanbaliq, la arquidiócesis romana fue establecida por Juan de Montecorvino que fue sucedido más tarde por Giovanni de Marignolli. Otros europeos como el misionero dominico francés André de Longjumeau lograron llegar a las tierras fronterizas del este de China en sus viajes diplomáticos a la corte real mongola, mientras que otros como el misionero franciscano italiano Giovanni da Pian del Carpine, Benedykt Polak y William de Rubruck viajaron a Mongolia. El cristiano nestoriano Uigur Rabban Bar Sauma fue el primer diplomático de China en llegar a las cortes reales de la cristiandad en Occidente.
(Aunque ahora perteneciente a China, la presencia europea y exploración del Tíbet se tratan en un artículo aparte: Historia de la exploración europea del Tíbet).

## Antecedentes

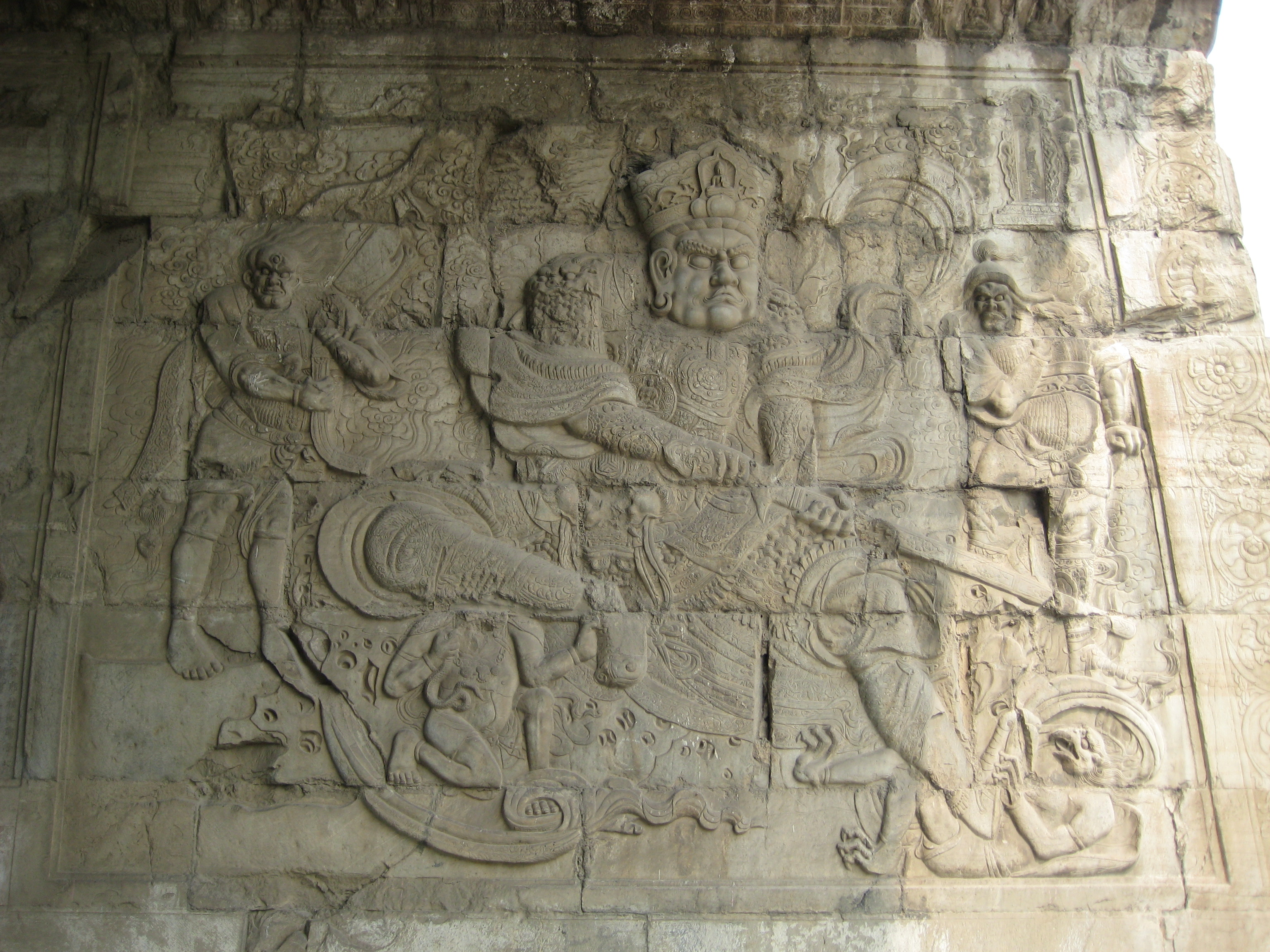
El rey Deva del Sur, un relieve tallado en piedra en el interior de la Plataforma Cloud en Juyong Pass, construido entre 1342 y 1345 en lo que entonces era la capital de la dinastía Yuan mongol Khanbaliq (la actual Pekín); el monumento contiene inscripciones en seis alfabetos diferentes: escritura de Lanydza (utilizada para escribir sánscrito), escritura tibetana (utilizada para escribir el idioma tibetano), 'escritura de Phags-pa (creada por Kublai Khan, y utilizada para escribir en chino, mongol y uigur), Antigua escritura uigur (utilizada para escribir el idioma uigur antiguo), caracteres chinos (utilizados para escribir en chino) y la escritura tangut (utilizada para escribir el idioma tangut)

### Griegos helenísticos
Antes del siglo XIII, las instancias de europeos que iban a China o de chinos que se dirigían a Europa eran prácticamente desconocidas, con algunas excepciones. Eutidemo I, gobernante helenístico del reino grecobactriano en Asia Central durante el siglo III a. C., dirigió una expedición a la cuenca del Tarim, la actual Sinkiang en China, en busca de metales preciosos. La influencia griega tan al este como la cuenca del Tarim en este momento también parece confirmarse con el descubrimiento del tapiz de Sampul, una pared de lana que cuelga con la pintura de un soldado de ojos azules, posiblemente un griego, y un centauro saltarín, un motivo helenístico común de la mitología griega. Sin embargo, se sabe que otros pueblos indoeuropeos como Yuezhi, Sacas, y Tocarios habitaron la cuenca de Tarim antes y después de que fuera influenciada por los chinos Han durante el reinado del emperador Wu de Han (c. 141-87 a. C.). Lucas Christopoulos presentó el argumento de que la influencia del arte helenístico en China se remonta a la dinastía Qin (221-206 a. C.), antes del establecimiento de la Ruta de la Seda. Christopoulos sostiene que las influencias helenísticas en el arte chino fueron indudablemente introducidas durante el período de los Tres Reinos (220-265) y la afluencia repentina de arte greco-budista del Imperio Kushán en Asia Central. Sin embargo, las cerámicas antiguas de los yacimientos de la ciudad de Jotán tienen una clara influencia del reino helenístico de Egipto ptolemaico, con estilos inexistentes en el arte de Kushan. Esto ha llevado a Christopoulos a asumir la presencia de pueblos no solo del reino greco-bactriano sino también de griegos, saka e indios del reino indo-griego con sede en Taxila en Pakistán.
En el cementerio de Sampul (en chino: 山普拉), situado aproximadamente a 14 km del yacimiento arqueológico de Khotan en el condado de Lop (Xinjiang, China), donde se encontró el tapiz de Sampul antes mencionado, los habitantes locales enterraban a sus muertos allí desde aproximadamente 217 a. C. a 283 d. C. El análisis del ADN mitocondrial de los restos humanos ha revelado afinidades genéticas entre los pueblos del Cáucaso, específicamente un linaje materno vinculado a osetios e iraníes, así como un linaje paterno del este del Mediterráneo. Confirmar este vínculo los relatos históricos se sabe que Alejandro Magno, quien se casó con una mujer sogdiana de Bactria llamada Roxana, y animó a sus soldados y generales a casarse con mujeres locales; en consecuencia, los reyes posteriores del Imperio seléucida y el Reino grecobactriano tenían un trasfondo étnico persa y griego.

### Antiguos romanos
Comenzando en la era de Augusto (27 a. C. - 14 d. C.), los antiguos romanos, incluidos autores como Plinio el Viejo, mencionaron contactos con los Seres, a quienes identificaron como los productores de seda de la lejana Asia Oriental y podrían haber sido los chinos o incluso cualquier número de intermediarios de diversos orígenes étnicos a lo largo de la Ruta de la Seda de Asia Central y el noroeste de China. El general chino de la Dinastía Han, Ban Chao, protector general de las regiones occidentales, exploró Asia Central y en el año 97 d. C. mandó a sus enviados de Gan Ying a Daqin, en chino 大秦) es el antiguo nombre chino para el Imperio romano. Gan fue disuadido por las autoridades partas de aventurarse más allá del Golfo Pérsico, aunque escribió un informe detallado sobre el Imperio Romano, sus ciudades, red postal y sistema consular de gobierno, y lo presentó a la corte de Han. Posteriormente, hubo una serie de embajadas romanas en China que duraron desde el II al III d. C. según consta en fuentes chinas. En el año 166 d. C. el Libro de Han Posterior registra que los romanos llegaron a China desde el sur marítimo y llevó regalos que fueron presentados a la corte del emperador Huan de Han (146-168 dC), afirmando que representaban al emperador romano Marco Aurelio (Andun, 安敦) (161-180 dC). El historiador Rafe de Crespigny especula que eran comerciantes romanos en vez de diplomáticos oficiales.
Por lo menos, los restos arqueológicos apoyan la afirmación sostenida en el Weilüe  y el Libro de Liang de que los mercaderes romanos estaban activos en el sudeste asiático, el reclamo de que sus embajadas llegaban a China a través de Jiaozhi, la provincia de Vietnam controlada por China del norte. Los medallones de oro romanos de los reinados de Antonino Pío y su hijo adoptivo Marco Aurelio se han encontrado en Óc Eo, cerca de Ho Chi Minh, un territorio que pertenecía al Reino de Funán limítrofe con Jiaozhi. Incluso sugiriendo de la actividad anterior es un tazón de vidrio romano de la era republicana desenterrado de una tumba de Guangzhou de Han Occidental (en las costas del Mar del Sur de China) datado de principios del siglo I antes de Cristo, además de los antiguos productos mediterráneos se encuentran en Tailandia, Indonesia y Malasia. El geógrafo grecorromano Ptolomeo escribió en su Geografía de la etnia antonina que más allá del «Chersoneso dorado», Península malaya, fue una ciudad portuaria llamada Kattigara descubierta por un marinero griego llamado Alexandros, un yacimiento que Ferdinand von Richthofen supuso que era el Hanói controlado por los chinos, pero, según los restos arqueológicos, pudo haber sido Oc Eo. Se han encontrado monedas romanas en China, pero mucho menos que en la India.
Es posible que un grupo de artistas acrobáticos griegos, que afirmaban ser de un lugar «al oeste de los mares», es decir, el Egipto romano, que el Libro de Han posterior relacionó con el imperio «Daqin», fueron presentados por un rey de Birmania al emperador Ai de la dinastía Han en 120 d. C.

### Imperio bizantino

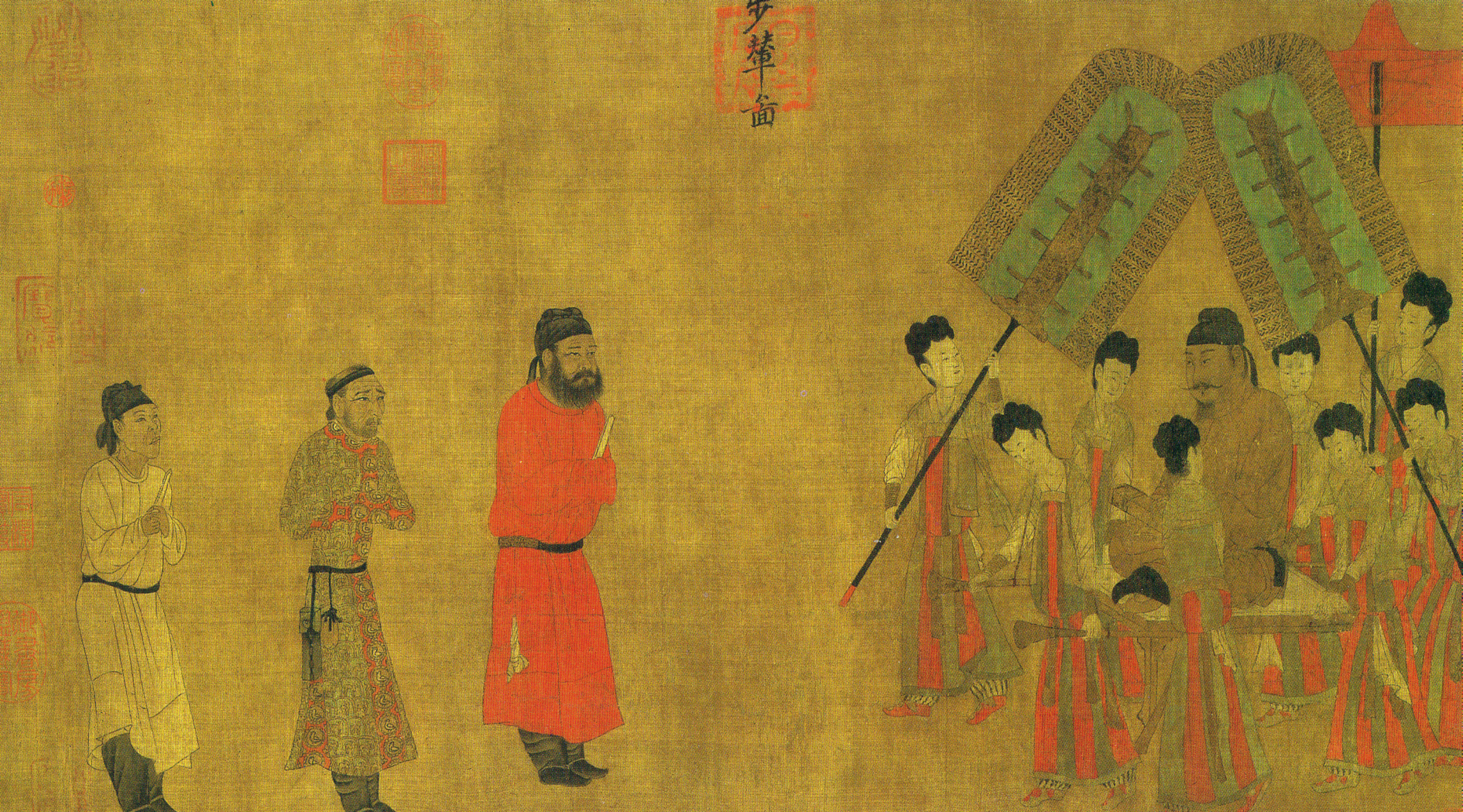
El emperador Taizong de Tang (626-649) dando una audiencia a Gar Tongtsen Yulsung, embajador del Imperio tibetano, en una pintura de Yan Liben (600-673 d. C.)

El historiador griego bizantino Procopius declaró que dos monjes cristianos nestorianos finalmente descubrieron cómo se fabricaba la seda. A partir de esta revelación, los monjes fueron enviados por el emperador bizantino Justiniano, que gobernó entre los años 527 y 565, como espías en la Ruta de la Seda desde Constantinopla a China y de vuelta para robar los huevos del gusano de seda. Esto dio lugar a la producción de seda en el Mediterráneo, particularmente en Tracia, al norte de Grecia, y dando al Imperio bizantino un monopolio de la producción de seda en la Europa medieval hasta la pérdida de sus territorios en el sur de Italia. El historiador bizantino Theophylact Simocatta, escribiendo durante el reinado de Heraclio (610-641), transmitió información sobre la geografía de China, su ciudad capital Khubdan, en turco antiguo: Khumdan, es decir, Chang'an, su actual gobernante Taisson cuyo nombre significaba «Hijo de Dios», en chino: Tianzi, aunque esto podría derivarse del nombre del emperador Taizong de Tang, y apostó correctamente a su reunificación por la dinastía Sui (581-618) como ocurrió durante el reinado de Maurice, señalando que China había sido previamente dividida políticamente a lo largo del río Yangzi por dos naciones en guerra. El Antiguo libro chino de Tang y el Nuevo libro de Tang mencionan varias embajadas hechas por Fu lin (拂菻; es decir, Bizancio), que equipararon con Daqin (el Imperio romano), comenzando en 643 con una embajada enviada por el rey «Boduoli» (波多, es decir, Constante II Pogonatos) al emperador Taizong de Tang, con regalos como el cristal rojo. Estas historias también proporcionaron descripciones superficiales de Constantinopla, sus muros y cómo fue asediada por Da shi (大食, los árabes del Califato omeya) y su comandante "Mo-yi" (摩拽, es decir, Muawiyah I, gobernador de Siria antes de convertirse en califa), quien los obligó a pagar un tributo. De los registros chinos se sabe que Michael VII Doukas (Mie li sha ling kai sa 滅力沙靈撒撒) de Fu lin, envió una misión diplomática a la dinastía Song de China que llegó en 1081, durante el reinado del emperador Song Shenzong. Algunos chinos durante el período Song mostraron interés en países del oeste, como el inspector de aduanas de Quanzhou a principios del siglo XIII Zhao Rugua, quien describió el antiguo faro de Alejandría en su obra Zhu fan zhi.

## Comerciantes
Según el Libro de caminos y reinos del siglo IX de ibn Khordadbeh, China era un destino para los judíos radhanitas que compraban niños, esclavas y eunucos de Europa. Durante el período posterior de la dinastía Song también hubo una comunidad de judíos de Kaifeng en China. El español Benjamín de Tudela, Navarra, fue un viajero judío del siglo XII cuyos Viajes de Benjamín registraron vívidas descripciones de Europa, Asia y África, precediendo a las de Marco Polo en más cien años.
Polo, un comerciante del siglo XIII de la República de Venecia, describe sus viajes a la dinastía Yuan de China y la corte del gobernante mongol Kublai Khan, junto con los viajes anteriores realizados por Niccolò y Maffeo Polo, su padre y su tío, respectivamente, en sus viajes de Marco Polo. Polo relató esto a Rustichello de Pisa hacia 1298 mientras compartían una celda de la prisión genovesa después de su captura en la batalla. En su viaje de regreso a Persia desde China, al salir desde el puerto de Quanzhou en 1291, Marco Polo dijo que acompañó a la princesa mongola Kököchin en su pretendido matrimonio con Arghun, gobernante del Ilkhanate mongol, pero en su lugar se casó con su hijo Ghazan después de la muerte repentina del primero. Aunque la presencia de Marco Polo se omite por completo, su historia es confirmada por el historiador persa del siglo XIV Rashid-al-Din Hamadani en su obra Jami' al-tawarikh.
Marco Polo describió con precisión las características geográficas de China, como el «Gran Canal». Sus descripciones detalladas y precisas de la producción de sal confirman que realmente había estado en China. Marco describió los pozos de sal y las colinas donde podría extraerse la sal, probablemente en Yunnan, e informó que en las montañas «estos sinvergüenzas... no tienen el papel moneda del Gran Khan, sino que usan sal en su lugar... Tienen que hervir la sal y ponerla en un molde...». Polo también comentó cómo los chinos quemaron efigies de papel en forma de sirvientes masculinos y femeninos, camellos, caballos, trajes de vestir y armaduras mientras cremaban muertos durante los ritos funerarios.
Al visitar Zhenjiang en Jiangsu (China), Marco Polo señaló que allí se habían construido iglesias cristianas. Su afirmación está confirmada por un texto chino del siglo XIV que explica cómo un sogdiano llamado Mar-Sargis de Samarcanda fundó seis iglesias cristianas nestorianas allí, además de una en Hangzhou durante la segunda mitad del siglo XIII. La cristiandad nestoriana había existido en China durante la dinastía Tang (618-907) cuando un monje persa llamado Alopen (en chino Āluósī o 阿羅本, o 阿罗本; 阿羅本; 阿羅斯), llegó a la capital Chang'an en 653 para hacer proselitismo, como se describe en una doble inscripción en idioma chino y siríaco de Chang'an (la actual Xi'an) del año 781.
Otros lo seguirían pronto. Alrededor de 1340, Francesco Balducci Pegolotti, un comerciante florentino, compiló una guía sobre el comercio en China, un país al que llamó Cathay, señalando el tamaño de Khanbaliq, la actual Pekín, y cómo los comerciantes podían intercambiar plata por papel moneda chino que utilizaban para comprar artículos de lujo como la seda. Juan de Mandeville, un autor de mediados del siglo XIV y presunto inglés de St. Albans, afirmó haber vivido en China e incluso servido en la corte de Mongol Khan. Sin embargo, ciertas partes de sus relatos son consideradas dudosas por los estudiosos modernos, con algunas conjeturas de que simplemente inventó sus historias usando relatos escritos sobre China de otros autores como Odorico de Pordenone. Marco Polo mencionó la gran presencia de italianos genoveses en Tabriz (actual Irán), una ciudad a la que regresó desde China a través del estrecho de Ormuz en 1293-1294. El fraile franciscano italiano Juan de Montecorvino tomó este mismo viaje en reverso a partir de 1291, saliendo de Tabriz a Ormuz y navegó desde allí a China acompañado por el comerciante italiano Pietro de Lucalongo. Mientras Montecorvino se convirtió en obispo en Khanbaliq (Pekín), su amigo Lucalongo continuó sirviendo como comerciante allí e incluso donó una gran cantidad de dinero para mantener a la Iglesia católica local.
En Zaytun, el primer puerto de China, había una pequeña colonia genovesa, mencionada en 1326 por André de Pérouse. El residente italiano más famoso de la ciudad fue Andolo de Savignone, que fue enviado al oeste por el Khan en 1336 para obtener «100 caballos y otros tesoros». Después de la visita de Savignone, enviaron a un embajador a China con un caballo magnífico, que fue más tarde objeto de poemas y pinturas chinos.
Otros venecianos vivían en China, incluido uno que volvió a Occidente en 1305 con una carta de Juan de Montecorvino. En 1339 se registró que un veneciano llamado Giovanni Loredano regresó a Venecia desde China. También se descubrió una lápida en Yangzhou, con el nombre de Catherine de Villioni, hija de Dominici, que murió allí en 1342.
La Historia de Yuan, en su capítulo 134, registra que un cierto Ai-sie —transliteración de Joshua o de Joseph— del país de Fu lin (es decir, del Imperio bizantino), inicialmente al servicio de Güyük Khan, estaba bien versado en los idiomas occidentales y tenía experiencia en los campos de la medicina y la astronomía que convencieron a Kublai Khan para ofrecerle un puesto como director de juntas médicas y astronómicas. Kublai Khan finalmente lo honró con el título de príncipe de Fu lin (en chino tradicional, 拂菻王; pinyin, Fú lǐn wáng). Su biografía en la Historia de Yuan enumera a sus hijos por sus nombres chinos, que son similares a los nombres cristianos Elías —Ye-li-ah—, Luke —Lu-ko— y Antony —An-tun—, con una hija llamada A-na-si-sz.

## Misioneros y diplomáticos
El explorador y arzobispo italiano Giovanni da Pian del Carpine y el viajero y fraile polaco Benedykt Polak fueron los primeros enviados papales en llegar a Karakorum después de ser enviados allí por el papa Inocencio IV en 1245. Más tarde se escribió la «Ystoria Mongalorum» de Pian del Carpini, que documenta sus viajes y una historia superficial de los mongoles. Los misioneros católicos pronto tuvieron una presencia considerable en China gracias a la tolerancia religiosa de los mongoles, debido en gran parte a la tolerancia del Khan y al estímulo abierto del desarrollo del comercio y la vocación intelectual. Edward Gibbon, historiador inglés del siglo XVIII, comentó la tolerancia religiosa de los mongoles y llegó a comparar las «leyes religiosas» de Genghis Khan con las ideas equivalentes planteadas por el filósofo ilustrado inglés John Locke.
Oghul Qaimish, viuda de Guyuk Kan, gobernó como regente del reino mongol desde 1249 hasta 1251. En 1250 los diplomáticos franceses André de Longjumeau, Guy de Longjumeau y Jean de Carcassonne llegaron a su corte ubicada a lo largo del río Emil, en la frontera entre Kazajistán y China, llevando regalos y representando a su soberano Luis IX de Francia, que deseaba una alianza militar. La emperatriz Qaimish vio los regalos como ofrendas tributarias y, además de los obsequios dados a cambio, confiada a los diplomáticos de Louis, envió una carta al monarca francés para exigir su sumisión como vasallo.
El misionero franciscano Juan de Montecorvino (Giovanni da Montecorvino) fue enviado a China por el papa Nicolás III en 1279. Montecorvino llegó a China a fines de 1293, donde más tarde tradujo el Nuevo Testamento al idioma mongol y convirtió a 6000 personas, probablemente en su mayoría alanos, turcos y mongoles en lugar de chinos. A él se unieron tres obispos André de Perouse, Gerard Albuini y Peregrino de Castello, y fue ordenado arzobispo de Pekín por el papa Clemente V en 1307. Durante este período surgió una comunidad de armenios en China. Fueron convertidos al catolicismo por Juan de Montecorvino. Tras la muerte de Juan de Montecorvino, Giovanni de Marignolli fue enviado a Pekín para convertirse en el nuevo arzobispo desde 1342 a 1346 en un esfuerzo por mantener una influencia cristiana en la región. Marignolli, aunque no se menciona por su nombre en la Historia de Yuan, se menciona en ese texto histórico como el "Frank" (Fulang) que proporcionó a la corte imperial de Yuan un impresionante caballo de guerra como regalo.
El 15 de marzo de 1314 se produjeron en China los asesinatos de Francis de Petriolo, Monaldo de Ancona y Anthony de Milán. A esto le siguió el asesinato de James, el obispo de Quanzhou, en 1362. Sus predecesores fueron Andrew, Peregrinus y Gerard.
El franciscano Fray Odorico de Pordenone visitó China. Odorico visitó a los hermanos en Hangzhou y Zhangzhou. Sus viajes tuvieron lugar a partir de 1304 hasta 1340, aunque el primero volviera a Europa en 1330. Los franciscanos de China fueron mencionados en sus obras, el Itinerarium.
En 1333, Juan de Montecorvino fue reemplazado oficialmente por Nicolaus de Bentra, que fue elegido por el papa Juan XXII. Hubo quejas sobre la ausencia del arzobispo en 1338. Toghon Temür, el último gobernante mongol de la dinastía Yuan en China antes de retirarse a Mongolia para formar la dinastía Yuan del Norte, envió una embajada que incluía italianos genoveses al papa Benedicto XII en 1336, solicitando un nuevo arzobispo. El papa respondió enviando legados y líderes eclesiásticos a Khanbaliq en 1342, entre ellos a Giovanni de Marignolli.
En 1370, tras el derrocamiento de los mongoles en China y el establecimiento de la dinastía Ming, el papa envió una nueva misión a China, que incluía al teólogo parisino Guillaume du Pré como nuevo arzobispo y a 50 franciscanos. Sin embargo, esta misión desapareció, aparentemente eliminada por el emperador Zhu Yuanzhang de los Ming. El emperador Ming Hongwu envió una carta diplomática al Imperio bizantino, a través de un europeo en China llamado Nieh-ku-lun Juan V Paleólogo era el emperador bizantino en el momento en que el mensaje fue enviado por Hongwu, con la carta proclamatoria que le informa sobre el establecimiento de la nueva dinastía Ming El mensaje fue enviado al gobernante bizantino en septiembre de 1371 cuando Hongwu se reunió con el comerciante Nieh-ku-lun (捏 古 倫) de Fu lin, Bizancio. Se especula que el obispo de Khanbaliq Nicolaus de Bentra es la misma persona que Nieh-ku-lun, por ejemplo, por Emil Bretschneider en 1888. Más recientemente, Edward N. Luttwak (2009) también pensó que Nicolaus de Bentra y este supuesto comerciante bizantino Nieh-ku-lin eran uno y el mismo.
Fray Guillermo de Parto, Cosmas y Juan de Marignolli estaban entre los clérigos católicos en China. El Oriens Christianus de Michel Le Quien (1661-1733) registró los nombres de los obispos y arzobispos anteriores de Khanbaliq.

## Cautivos
Guillermo de Rubruk, fraile franciscano que realizó viajes de 1253 a 1255, informó de la existencia de numerosos europeos en Asia Central. Describió a los prisioneros alemanes que habían sido esclavizados y obligados a extraer oro y fabricar armas de hierro en la ciudad mongol de Bolat, cerca de Talas, hoy Kirguistán. En Karakorum, la capital mongola, conoció a un parisino llamado Guillaume de Buchier, y a Pâquette, una mujer de la ciudad francesa de Metz, ambos capturados en Hungría durante las invasiones mongolas de Europa. También menciona a húngaros y rusos y también se sabe que 30 000 alanos, un grupo de tribus sármatas, conformaban la guardia Asud de la corte mongola de Pekín.

## La propagación de la pólvora china
Guillermo de Rubruk, un misionero flamenco que visitó la corte mogol de Mongke Kan en Karakorum y regresó a Europa en 1257, era amigo del filósofo y pensador científico inglés Roger Bacon. Este último registró la primera receta europea conocida de la pólvora en su obra Opus Majus (1267). Esto vino más de dos siglos después de la primera descripción china conocida de la fórmula de la pólvora en 1044, durante la dinastía Song. El primer uso del prototipo chino de armas de fuego ocurrió en un sitio en el año 1132 durante las guerras de Jin-Song, mientras que el cañón de bronce más antiguo que sobrevivió data de 1288 durante el período Yuan. Después de las invasiones mongoles de Japón (1274-1281), una pintura en pergamino japonesa representaba bombas explosivas utilizadas por las fuerzas de la dinastía Yuan contra sus samuráis. En 1326, Walter de Milemete hizo la primera representación artística de un arma en Europa. Petrarca escribió en 1350 que los cañones eran, por entonces, una vista común en el campo de batalla europeo.

## Misiones diplomáticas en Europa
Rabban Bar Sauma, un cristiano nestoriano uigur turco nacido en Zhongdu, más tarde Khanbaliq, Pekín, capital de la dinastía Jin encabezada por Jurchen, China, fue enviado a Europa en 1287 como embajador de Arghun, gobernante del Ilkanato y sobrino nieto de Kublai Khan. Fue precedido por Isa Kelemechi, un cristiano asirio nestoriano que trabajó como astrónomo de la corte para Kublai Khan en Khanbaliq y fue enviado por Arghun al papa Honorio IV en 1285. Una década antes, Bar Sauma había iniciado originalmente una peregrinación a Jerusalén, pasando por Gansu y Khotan en el noroeste de China, pero pasó tiempo en Armenia y Bagdad para evitar quedar atrapado en conflictos armados cercanos. Había sido acompañado por Rabban Markos, otro cristiano nestoriano uigur de China que fue elegido como el Patriarca de la Iglesia Oriental y aconsejó a Arghun Khan que Bar Sauma dirigiera la misión diplomática a Europa.
Bar Sauma, que hablaba chino, persa y antiguo uigur, viajó con una cohorte de italianos que se utilizaban como traductores, y los europeos se comunicaban con él en persa. Bar Sauma es la primera persona conocida de China en llegar a Europa, donde se reunió con el emperador bizantino Andrónico II Paleólogo, Felipe IV de Francia, Eduardo I de Inglaterra y el papa Nicolás IV, poco después de la muerte del papa Honorio IV, para formar una alianza contra el Sultanato mameluco de Egipto. Edward N. Luttwak describe la llegada de estos enviados nestorianos a la corte del gobernante bizantino Andrónico II como algo parecido a «recibir correo de su yerno en Pekín», ya que Kublai Khan era nieto de Genghis Khan y Andrónico tenía dos medio hermanas que estaban casadas con bisnietos de Genghis. Moviéndose más al oeste, Bar Sauma fue testigo de una batalla naval en la bahía italiana de Nápoles en junio de 1287 entre los angevinos y el reino de Aragón, mientras era recibido por Charles Martel de Anjou, cuyo padre Carlos II de Nápoles fue encarcelado en Aragón, en la España moderna, en ese momento. Además de su deseo de ver sitios cristianos, iglesias y reliquias, Bar Sauma también mostró un gran interés en la vida universitaria y los planes de estudio de París, que Morris Rossabi sostiene que estaba arraigado en lo exótico que debe haber parecido desde su perspectiva y formación educativa. Persia musulmana y enseñanza confuciana china. A pesar de que logró asegurar una audiencia con estos líderes de la cristiandad e intercambió cartas de ellos a Arghun Khan, ninguno de estos monarcas cristianos se comprometió plenamente a una alianza con este último.

## Contactos renovados durante la dinastía Ming
En 1368, la dinastía Yuan liderada por los mongoles colapsó en medio de una revuelta interna generalizada durante la rebelión del Turbante Rojo, cuyo líder chino Han se convertiría en el emperador fundador de la dinastía Ming. Una reanudación formal del comercio directo y el contacto con los europeos no se vería hasta el siglo XVI, iniciado por los portugueses durante la Era de los descubrimientos. El primer explorador portugués en desembarcar en el sur de China fue Jorge Álvares, quien en mayo de 1513 llegó a la isla de Lintin, en el delta del río de las Perlas, para dedicarse al comercio. Este fue seguido por Rafael Perestrello, primo de la esposa de Cristóbal Colón, quien desembarcó en Guangzhou en 1516 después de un viaje desde la recién conquistada Malaca portuguesa. A pesar de que la misión de 1517 de Fernão Pires de Andrade terminó en un desastre y su encarcelamiento por las autoridades Ming, las relaciones serían suavizadas por Leonel de Sousa, el primer gobernador de la colonia de comercio portugués en Macao (China), en el tratado entre Portugal y China de 1554. Las obras de Gaspar da Cruz, Juan Gonzáles de Mendoza y Antonio de Morga impactaron la visión occidental y la comprensión de China en ese momento, ofreciendo detalles intrincados sobre su sociedad y artículos de comercio.
El misionero jesuita italiano Matteo Ricci sería el primer europeo invitado a la Ciudad Prohibida de la era Ming en Pekín (durante el reinado del emperador Wanli), donde en 1602 publicaría su mapa del mundo en chino que presentaba la existencia de los continentes americanos a los geógrafos chinos. Llegó a Macao en 1582, cuando comenzó a aprender el idioma chino y la información sobre la cultura antigua de China, sin embargo, desconocía los acontecimientos que habían ocurrido allí desde el final de las misiones franciscanas a mediados del siglo XIV y el establecimiento de la dinastía Ming. Desde entonces, el mundo islámico presentó un obstáculo para que Occidente llegara al este de Asia y, salvo los grandes viajes en tesoros del almirante Zheng He del siglo XV, la dinastía Ming había seguido en gran medida políticas de aislacionismo que le impedían buscar contactos diplomáticos lejanos.